# Lunteren
Lunteren è una località dei Paesi Bassi di 12 660 abitanti situata nella municipalità di Ede, provincia della Gheldria.

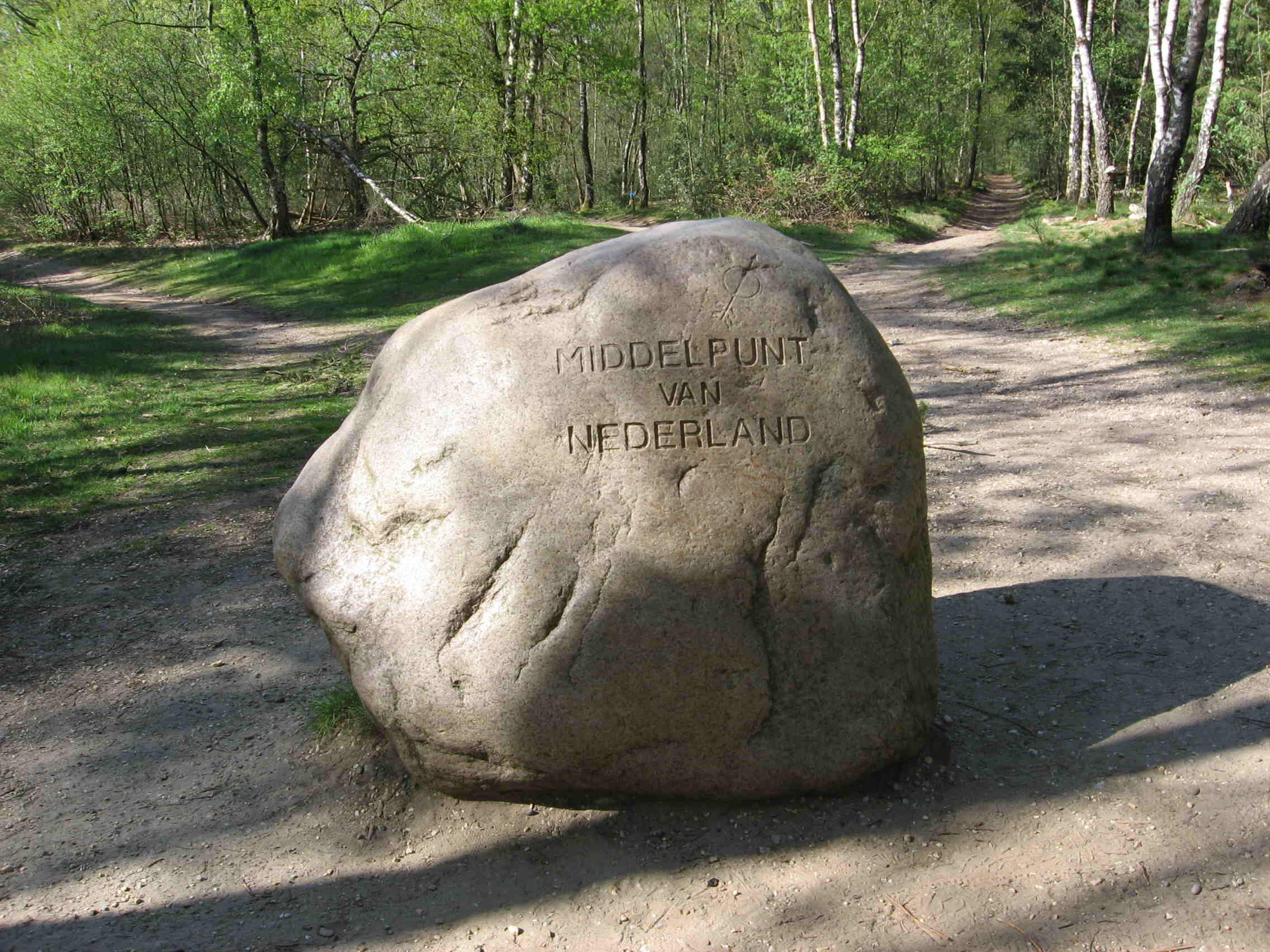
Pietra indicante il centro geografico dei Paesi Bassi

La località è conosciuta per essere il centro geografico dei Paesi Bassi.